# 野々山ひなた
野々山 ひなた（ののやま ひなた、2006年5月12日 - ）は、日本のYouTuberおよびファッションモデル。クラージュキッズ所属。

## 人物
- 2021年、ティーン向けオリジナルブランド「Hinanon」「Hinagirl」をプロデュース
- 2024年12月、「Astilbe（アスチルベ）」をプロデュース[4]

## 出演

### テレビドラマ
- パニックコマーシャル（2019年12月17日、フジテレビ） - グミのCMの女の子 役[5]
- おかえり～とこわかの町・伊勢～（2020年1月2日、東海テレビ）
- 俺たちはあぶなくない〜クールにさぼる刑事たち 第1話（2020年9月18日、MBS） - 中学生 役
- 35歳の少女 第4話（2020年10月31日、日本テレビ）[6][7]

### CM
- サンキョウハウジング（2018年）
- タカラトミー
  - 人生ゲーム+令和版（2019年）
  - L.O.L. サプライズ!（2019年）[8]
- バンダイ「オリケシはじめるならこれ♪」（2020年）

## ディスコグラフィ

### 配信シングル
- ひなパピ（2019年8月22日、Music Star）[9][10]
- ナタナタスヒィマル（2019年12月9日、Music Star）[11]